# Обреновичи
Обре́новичи (на сръбски: Обреновићи) е сръбска княжеска (1815 – 1842; 1858 – 1882) и кралска (1882 – 1903) династия.
Основател на династията е Милош Теодорович (1815 – 1839; 1858 – 1860), който се отличава в Първото сръбско въстание срещу турците (1804 – 1813). След Букурещкия мир (1811) Милош приема името Обренович и е признат от Османската империя за управител на Централна Сърбия (1814). На следващата година се обявява за княз на сърбите. Запазва неутралитет по време на Войната за гръцка независимост и руско-турската война от 1828 – 1829 г. През 1830 г. е признат за васален княз от Високата порта. Деспотичният характер на управлението му води до неговото сваляне от престола през 1839 г. През 1805 г. той се жени за Либуца Вукманович (1788 – 1843), дъщеря на Радослав Вукманович. От нея той има двама синове: Милан Обренович (21.10.1819 – 8.7.1839), който управлява само няколко месеца през 1839 г., и Михаил Обренович (21.9.1823 – 10.6.1868), възкачил се на престола след брат си. Михаил Обренович бързо става непопулярен и през 1842 г. абдикира. Княжество Сърбия минава под властта на Караджорджевичите.
През 1858 г. короната отново получава Милош Обренович, наречен от поданиците си Баща на Отечеството. След смъртта му неговия син Михаил Обренович пак става княз (1860 – 1868). По негово време, през 1867 г. турците се изтеглят от Белград. Той започва изграждането на модерна Сърбия, но е убит на 10 юни 1868 г. по внушение на Караджорджевичите. Няма деца от съпругата си (брак 1853, развод 1865) Юлия (1831 – 1919), дъщеря на унгарския граф Франц Гуняди-Кетели, затова на сръбския престол се възкачва братовчед му Милан Обренович (1868 – 1889). Новият княз е под опеката на регентски съвет, докато навършва пълнолетие през 1872 г. През 1875 той се жени (развод 1888) за Наталия (1859 – 1934), дъщеря на полковника на руска служба Петър Кешко. Разбит от турците в две войни, през 1876 – 1877 г. той успява с помощта на Великите сили да извоюва независимостта на Сърбия, утвърдена на Берлинския конгрес през 1878 г. През 1882 г. Милан Обренович се обявява за крал и се сближава с Австро-Унгария. През 1885 г. започва война срещу България, която завършва неуспешно и е спасен от намесата на австрийското правителство. Авторитаризмът му и скандалът, предизвикан от развода с кралица Наталия, го принуждават да абдикира през 1889 г. Възползва се от малолетието на сина си Александър Обренович (14.8.1876 – 24.6.1903), за да се завърне в Белград. Успява да си издейства поста главнокомандващ на армията и въвежда полицейски режим. Опозицията в страната го принуждава да се оттегли окончателно през 1900 г. Умира във Виена на 11 февруари 1901 г.
След абдикацията на крал Милан I с кралската корона се увенчава синът му Александър Обренович (1889 – 1903). През 1893 г. той сваля своите регенти, обявява се за пълнолетен и отменя либералната конституция. Влиянието на съпругата му (от 1900) Драга Машин (1867 – 1903) върху управлението на страната довежда до неговата крайна непопулярност. Кралската двойка е убита в нощта на 10 срещу 11 юни (стар стил) 1903 г. вследствие на военен заговор, инспириран от Караджорджевичите.

## Монарси и години на управление
- 1815 – 1839; 1858 – 1860: Милош Обренович I (18.3.1780 – 26.9.1860)
- 1839: Милан Обренович II (21.10.1819 – 8.7.1839), първи син на Милош Обренович I
- 1839 – 1842; 1860 – 1868: Михаил Обренович III (21.9.1823 – 10.6.1868), втори син на Милош Обренович I
- 1868 – 1889: Милан Обренович IV (22.8.1854 – 11.2.1901), племенник на Михаил Обренович III, от 1882 крал на Сърбия под името Милан I
- 1889 – 1903: Александър Обренович (14.8.1876 – 29.5.1903), син на Милан I.[3]